# Луїс Омар
Луїс Омар-і-Тобосо (кат. Lluís Homar i Toboso; 20 квітня 1957, Барселона) — видатний іспанський актор театру, кіно і телебачення.

## Життєпис
Луїс Омар народився у Барселоні 20 квітня 1957 року. Навчався у Барселонському автономному університеті на факультети права, після чого поступив у театральну школу у рідному місті. Його професійна кар'єра розпочалася у 1973 році з театральної постанови «Отелло» режисера Анхеля Кармони. У 1975 році він пройшов кастинг на роль Гораіо у телесеріал «Гамлет, принц данський», де брав участь до 1979 року. Одночасно з грою у серіалі, він разом з іншими молодими акторами заснував у Барселоні театральний кооператив «Lliure Teatre», де працював протягом багатьох років (творчим керівником з 1992–1998 роки) і зіграв більш ніж у тридцяти спектаклів.
У 1981 році до Омара прийшла перша слава — разом із Сильвією Мунт він знявся у драмі Франсеска Бетріу «Площа Алмазу». Світової та європейської популярності він здобув у 2004, після ролі у картині іспанського режисера Педра Альмадовара «Погане виховання». У 2009 році Альмадовар і Омар повторили свій досвід співпраці, і разом з Пенелопою Крус створили фільм «Розірванні обійми».

## Фільмографія
| Рік       |   | Українська назва                   | Оригінальна назва          | Роль                               |
| --------- | - | ---------------------------------- | -------------------------- | ---------------------------------- |
| 1975—1979 | с | Гамлет, принц данський             | Lletres catalanes          | Гораціо                            |
| 1981      | ф | Площа Алмаза                       | La plaça del Diamant       | Кельме                             |
| 1984      | ф | Вам подобається                    | Al vostre gust             | Роланд                             |
| 1989      | ф | Якщо вони скажуть, що ти відчуваєш | Si te dicen que caí        | Палау                              |
| 1989      | ф | Одруження Фігаро                   | Les noces de Fígaro        | Фігаро                             |
| 1989      | ф | Місячний Хлопчик                   | El niño de la luna         | людина з дому №1                   |
| 1992      | ф | Після сну                          | Después del sueño          | Бальтазар Оталь                    |
| 1993      | ф | Птиця щастя                        | El pájaro de la felicidad  | Фернандо                           |
| 1995      | ф | Положення справ                    | El perquè de tot plegat    | вчитель                            |
| 2000      | ф | Померти (чи ні)                    | La ciudad de los prodigios | директор                           |
| 2000—2012 | с | Центральна лікарня                 | Hospital Centra            | Модесто                            |
| 2003      | ф | Наодинці зі смертю                 | Cámara oscura              | капітан                            |
| 2004      | ф | Погана поведінка                   | La mala educación          | сеньйор Беренгер                   |
| 2004      | ф | Ротвейлер                          | Rottweiler                 | Борг                               |
| 2005—.... | с | Аїда                               | Aída                       | Сальвадор                          |
| 2005—2006 | с | Особисті мотиви                    | Motivos personales         | Андрес                             |
| 2005      | ф | Королеви                           | Reinas                     | Джачінто                           |
| 2005      | ф | Обаба                              | Obaba                      | Эстебан                            |
| 2006      | ф | Блакитний метелик                  | Mariposa negra             | Мар                                |
| 2006      | ф | Борджіа                            | Los Borgia                 | Родріго Борджіа, Папа Олександр VI |
| 2006      | ф | Бронежилет                         | Body Armour                | Марк Грамер                        |
| 2007      | ф | Бентежна Ана                       | Caótica Ana                | Ісмаель                            |
| 2007      | ф | Замок у Іспанії                    | Un château en Espagne      | Луїс Маркес                        |
| 2007—2009 | с | Корида - це життя                  | Herederos                  | Луїс Солер                         |
| 2009      | ф | Розірвані Обійми                   | Los abrazos rotos          | Маттео Бланко/Гарри Кейн           |
| 2010      | ф | Паперові птиці                     | Pájaros de papel           | Енріке                             |
| 2010—2012 | с | Римська Іспанія, легенда           | Hispania, la leyenda       | Гальба                             |
| 2011      | ф | Єва                                | Eva                        | Макс                               |
| 2012      | ф | Королі рулетки                     | The Pelayos                | Гонсало Пелайо                     |
| 2012—.... | с | Імперія                            | Imperium                   | Гальба                             |
| 2012      | ф | Winning Streak                     | Winning Streak             |                                    |
| 2015      | ф | Latin Lover                        | Latin Lover                |                                    |